# Ukrainska upprorsarmén

ONU:s UPA:s svartröda flagga som symboliserar blod och jord.

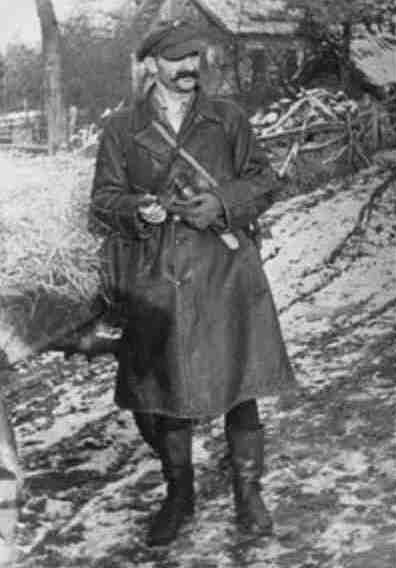
Gerillakrigare från UPA.

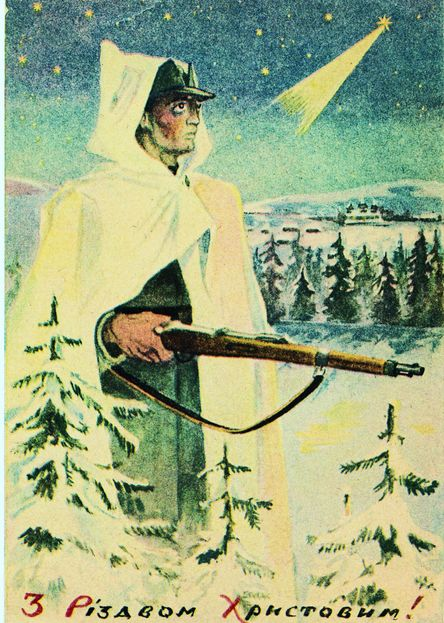
Julkort från UPA 1945.

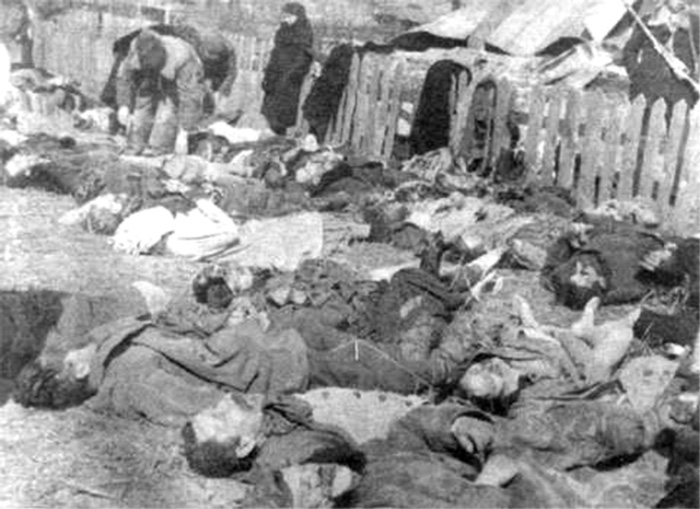
Polska offer för en massaker genomförd av UPA 1943.

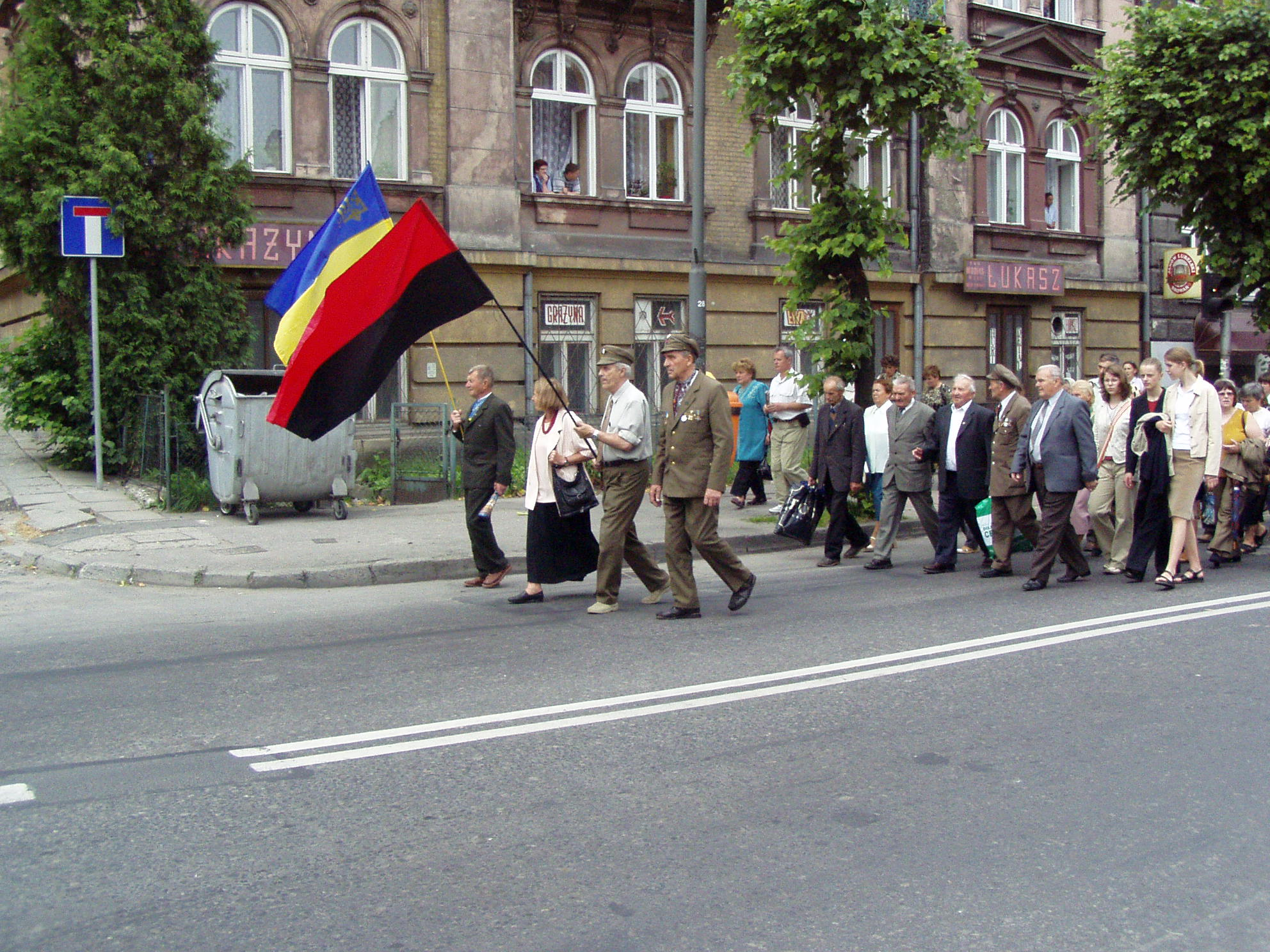
Veteraner från UPA paraderar 2007.

Ukrainska upprorsarmén (UPA) (ukrainska: Українська повстанська армія: Ukrajinska postanska armija) var en ukrainsk nationalistisk gerillarmé aktiv på 1940-talet. UPA var den militära grenen av Organisationen för ukrainska nationalister (ONU-B) under Stepan Bandera.

## Tillkomst
UPA bildades i Volynien 14 oktober 1942. Volynien var före andra världskriget en polsk region med ukrainsk befolkningsmajoritet. Såväl Polen som intilliggande Sovjetrepubliken Ukraina stod vid tiden under ockupation av Nazityskland.
OUN-B:s mål var att skapa en självständig ukrainsk nationalstat. Medlen var en nationell revolution under diktatorisk ledning, som skulle driva ut de "främmande ockupanterna" och upprätta en stat som representerade alla regioner och samhällsklasser.

## Organisation
UPA bestod av fyra högre förband med namn efter de fyra väderstrecken. Det södra och det norra var störst, med vardera cirka 15 000 gerillakrigare. Den grundläggande taktiska enheten var bataljonen om cirka 500 krigare.

## Motståndare
UPA stred mot motståndare som förändrades över tiden. Strider utkämpades mot trupper från Nazityskland, Sovjetunionen (Röda armén, NKVD, sovjetiska partisanenheter), den kommunistiska polska folkarmén Armia Ludowa och den polska underjordiska hemmaarmén Armia Krajowa samt senare den tjeckoslovakiska armén. Volynien kom under kriget att besättas av trupper från Ungern som var allierade med Nazityskland. UPA började tidigt samarbeta med de ungerska ockupationstrupperna och från 1944 även med tyskarna. Efter kriget fungerade UPA som en motståndsrörelse som bekämpade den polska folkarmén till 1947 och Röda armén och NKVD till 1954. UPA hade inget stöd från någon stormakt.

## Etnisk krigföring
UPA deltog aktivt i den etniska rensningen av polacker från Volynien och Östra Galizien. Omkring 100 000 polacker dödades i dessa områden av tyskar och ukrainare. Senare bekämpade UPA etnisk rensning av ukrainare från polska områden.

## Eftermäle
UPA stöddes enbart av befolkningen i västra Ukraina, i östra Ukraina ansåg man dem vara fascister. Idag lever denna regionala tudelning av UPA:s eftermäle kvar trots att president Viktor Jusjtjenko de sista dagarna innan han år 2010 frånträdde presidentämbetet officiellt proklamerade UPA som en hedrad deltagare i kampen för Ukrainas självständighet samtidigt som Stepan Bandera utnämndes till ukrainsk nationalhjälte. Europaparlamentet beklagade att Stepan Bandera förlänats utmärkelsen i en resolution om situationen i Ukraina den 25 januari 2010. Utmärkelsen förklarades som olaglig av en ukrainsk domstol i april 2010. I januari 2011, under presidenten Viktor Janukovitj, drogs utmärkelsen officiellt tillbaka. Efter Janukovitjs fall 2014 har de stora partierna i Ukraina börjat rehabilitera högerextrema rörelser.